# Ке Сун-Хи
Ке Сун-Хи (Пјонгјанг, 2. август 1979) је севернокорејска џудисткиња и олимпијска победница. 
На Олимпијским играма 1996. направила је велико изненађење освојивши златну медаљу у категорији до 48кг с обзиром да се на овим играма такмичила захваљујући вајлд карти. У Сиднеју 2000. такмичила се до 52кг и освојила је бронзу. У Атини 2004. била је сребрна до 57 кг. У истој категорији такмичила се у Пекингу 2008. али овог пута није успела да дође до медаље. Са Светских првенстава има четири златне медање, и по једну сребрну и бронзану. Злато и бронзу има са Азијских игара и два злата са Азијских првенстава.